# Bruguiera sexangula
Bruguiera sexangula es una especie de plantas en la familia de las Rhizophoraceae. 

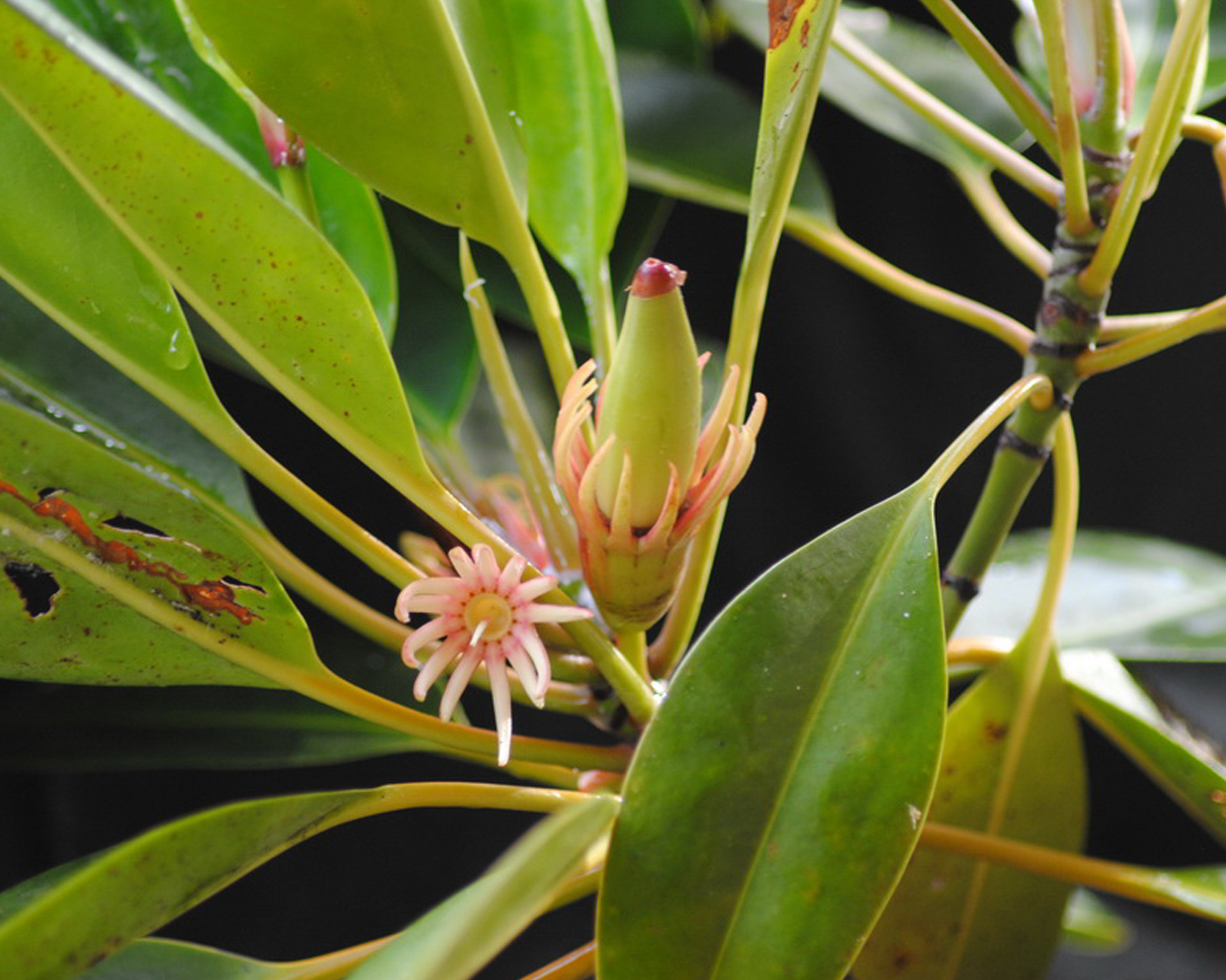
Vista de la planta

## Descripción
Los árboles de hasta 7 m, de corteza gris. Hojas elípticas a elíptico-oblongas. Flores solitarias, pétalos de 1,5 cm de largo, bífidas.

## Usos
Al igual que todas las especies de manglar de la familia Rhizophoraceae, se utiliza para la obtención de leña y de materiales para construcción. Debido a las características y a la vistosidad de sus flores es usada como elemento ornamental y actualmente es comercializada en Europa.

## Taxonomía
Bruguiera sexangula fue descrita por (Lour.) Poir. y publicado en Encyclopédie Méthodique. Botanique ... Supplément 4(1): 262. 1816.
Sinonimia
- Bruguiera australis A.Cunn. ex Arn.
- Bruguiera eriopetala Wight & Arn.
- Bruguiera oxyphylla Miq.
- Bruguiera parietosa Griff.
- Bruguiera sexangula var. rhynchopetala W.C.Ko
- Rhizophora eriopetala Steud.
- Rhizophora polandra Blanco
- Rhizophora sexangula Lour.[5]